# Horst Hrubesch
Horst Hrubesch (Hamm, 17 aprile 1951) è un allenatore di calcio, dirigente sportivo ed ex calciatore tedesco, di ruolo attaccante, commissario tecnico ad interim della nazionale tedesca femminile.
È il miglior marcatore dell'Amburgo nelle coppe europee, con 20 reti.

## Carriera

### Giocatore

#### Club
Ha militato in varie squadre della Bundesliga: Rot-Weiss Essen, Amburgo e Borussia Dortmund, oltre che nello Standard Liegi. Ha tuttavia legato il periodo migliore della sua carriera all'Amburgo, squadra con la quale ha conquistato tre campionati tedeschi e, in ambito internazionale, raggiunto la finale della Coppa dei Campioni nel 1980 (sconfitta contro i detentori del Nottingham Forest), la finale della Coppa UEFA nel 1982 (persa contro gli svedesi dell'IFK Göteborg) e vinto da capitano degli anseatici la Coppa dei Campioni 1982-1983, battendo in finale la Juventus. Con il club biancorosso ha vinto anche la classifica cannonieri della Bundesliga nell'edizione 1981-1982.

#### Nazionale
Conta 21 presenze e 6 reti totali con la maglia della nazionale tedesca, a cui approdò relativamente tardi, solo nel 1980, a seguito delle sue buone prestazioni con l'Amburgo. Fu in particolare decisivo nella vittoria del campionato d'Europa 1980 in Italia, segnando una doppietta al Belgio nella finale disputatasi a Roma.
Convocato anche per il campionato del mondo 1982 in Spagna, segnò la rete della vittoria all'Austria nella discussa gara del primo turno; nella semifinale contro la Francia trasformò il tiro di rigore che valse il passaggio del turno. Subentrò inoltre al 62' nella finale persa a Madrid contro l'Italia, che rimase l'ultima sua apparizione con la maglia della nazionale.

### Allenatore
Dopo essersi ritirato, allenò dal 1º luglio 1986 al 14 settembre 1987 il Rot-Weiss Essen, il 1º luglio 1988 al 30 giugno 1989 ha allenato il Wolfsburg. Dal 1º luglio 1990 è vice allenatore di Ernst Happel al Swarovski Tirol. Il 1º gennaio 1992 Happel lascia la squadra per diventare commissario tecnico dell'Austria, e gli viene affidata la squadra. Il 31 maggio 1992 lascia il club. Dal 4 gennaio al 26 giugno 1993 ha allenato l'Hansa Rostock. Dal 19 novembre 1994 al 24 febbraio 1995 ha allenato i tedeschi del Dinamo Dresda. Dal 1º luglio al 9 settembre 1997 ha allenato i turchi del Samsunspor.
Il 22 aprile 1999 è stato nominato allenatore della nazionale Under-19 tedesca. Lascia la guida l'8 maggio 2000 per diventare vice allenatore della Germania, sotto la guida di Erich Ribbeck. Il 20 giugno lasciano entrambi la guida della nazionale tedesca. Il 1º luglio 2006 diventa allenatore dell'Under-18 tedesca. Il 1º luglio 2007 lascia la guida per passare di nuovo all'Under-19. Il 1º luglio 2008 fa un altro cambio di nazionale e passa all'Under-20 tedesca.
Il 5 novembre 2008 diventa selezionatore ad interim della nazionale Under-21 tedesca al posto dell'esonerato Dieter Eilts. Il 30 giugno 2009 lascia l'Under-21. L'11 novembre 2009 lascia l'Under-20 per passare all'Under-19 per la terza volta. Il 1º luglio 2010 ritorna all'Under-18. Il 1º luglio 2011 ritorna per la quarta e ultima volta alla guida dell'Under-19. Il 1º luglio 2012 scende di nuovo di categoria annua e guida l'Under-18. Il 1º luglio 2013 è allenatore dell'Under-21. Il 20 marzo 2014 assume anche l'interim dell'Under-18, al posto di Christian Ziege passato alla guida del SpVgg Unterhaching.

## Statistiche

### Cronologia presenze e reti in nazionale
| Cronologia completa delle presenze e delle reti in nazionale ― Germania Ovest | Cronologia completa delle presenze e delle reti in nazionale ― Germania Ovest | Cronologia completa delle presenze e delle reti in nazionale ― Germania Ovest | Cronologia completa delle presenze e delle reti in nazionale ― Germania Ovest | Cronologia completa delle presenze e delle reti in nazionale ― Germania Ovest | Cronologia completa delle presenze e delle reti in nazionale ― Germania Ovest | Cronologia completa delle presenze e delle reti in nazionale ― Germania Ovest | Cronologia completa delle presenze e delle reti in nazionale ― Germania Ovest |
| Data                                                                          | Città                                                                         | In casa                                                                       | Risultato                                                                     | Ospiti                                                                        | Competizione                                                                  | Reti                                                                          | Note                                                                          |
| ----------------------------------------------------------------------------- | ----------------------------------------------------------------------------- | ----------------------------------------------------------------------------- | ----------------------------------------------------------------------------- | ----------------------------------------------------------------------------- | ----------------------------------------------------------------------------- | ----------------------------------------------------------------------------- | ----------------------------------------------------------------------------- |
| 2-4-1980                                                                      | Monaco di Baviera                                                             | Germania Ovest                                                                | 1 – 0                                                                         | Austria                                                                       | Amichevole                                                                    | -                                                                             |                                                                               |
| 13-5-1980                                                                     | Francoforte sul Meno                                                          | Germania Ovest                                                                | 3 – 1                                                                         | Polonia                                                                       | Amichevole                                                                    | -                                                                             |                                                                               |
| 14-6-1980                                                                     | Napoli                                                                        | Germania Ovest                                                                | 3 – 2                                                                         | Paesi Bassi                                                                   | Euro 1980 - 1º turno                                                          | -                                                                             |                                                                               |
| 17-6-1980                                                                     | Torino                                                                        | Grecia                                                                        | 0 – 0                                                                         | Germania Ovest                                                                | Euro 1980 - 1º turno                                                          | -                                                                             |                                                                               |
| 22-6-1980                                                                     | Roma                                                                          | Germania Ovest                                                                | 2 – 1                                                                         | Belgio                                                                        | Euro 1980 - Finale                                                            | 2                                                                             |                                                                               |
| 10-9-1980                                                                     | Basilea                                                                       | Svizzera                                                                      | 2 – 3                                                                         | Germania Ovest                                                                | Amichevole                                                                    | -                                                                             |                                                                               |
| 11-10-1980                                                                    | Eindhoven                                                                     | Paesi Bassi                                                                   | 1 – 1                                                                         | Germania Ovest                                                                | Amichevole                                                                    | 1                                                                             |                                                                               |
| 19-11-1980                                                                    | Hannover                                                                      | Germania Ovest                                                                | 4 – 1                                                                         | Francia                                                                       | Amichevole                                                                    | 1                                                                             |                                                                               |
| 3-12-1980                                                                     | Sofia                                                                         | Bulgaria                                                                      | 1 – 3                                                                         | Germania Ovest                                                                | Qual. Mondiali 1982                                                           | -                                                                             |                                                                               |
| 1-1-1981                                                                      | Montevideo                                                                    | Argentina                                                                     | 2 – 1                                                                         | Germania Ovest                                                                | Amichevole                                                                    | 1                                                                             |                                                                               |
| 1-4-1981                                                                      | Tirana                                                                        | Albania                                                                       | 0 – 2                                                                         | Germania Ovest                                                                | Qual. Mondiali 1982                                                           | -                                                                             |                                                                               |
| 22-11-1981                                                                    | Düsseldorf                                                                    | Germania Ovest                                                                | 4 – 0                                                                         | Bulgaria                                                                      | Qual. Mondiali 1982                                                           | -                                                                             |                                                                               |
| 17-2-1982                                                                     | Hannover                                                                      | Germania Ovest                                                                | 3 – 1                                                                         | Portogallo                                                                    | Amichevole                                                                    | -                                                                             |                                                                               |
| 21-3-1982                                                                     | Rio de Janeiro                                                                | Brasile                                                                       | 1 – 0                                                                         | Germania Ovest                                                                | Amichevole                                                                    | -                                                                             |                                                                               |
| 24-3-1982                                                                     | Buenos Aires                                                                  | Argentina                                                                     | 1 – 1                                                                         | Germania Ovest                                                                | Amichevole                                                                    | -                                                                             |                                                                               |
| 12-5-1982                                                                     | Oslo                                                                          | Norvegia                                                                      | 2 – 4                                                                         | Germania Ovest                                                                | Amichevole                                                                    | -                                                                             |                                                                               |
| 16-6-1982                                                                     | Gijón                                                                         | Germania Ovest                                                                | 1 – 2                                                                         | Algeria                                                                       | Mondiali 1982 - 1º turno                                                      | -                                                                             |                                                                               |
| 20-6-1982                                                                     | Gijón                                                                         | Germania Ovest                                                                | 4 – 1                                                                         | Cile                                                                          | Mondiali 1982 - 1º turno                                                      | -                                                                             |                                                                               |
| 25-6-1982                                                                     | Gijón                                                                         | Germania Ovest                                                                | 1 – 0                                                                         | Austria                                                                       | Mondiali 1982 - 1º turno                                                      | 1                                                                             |                                                                               |
| 8-7-1982                                                                      | Siviglia                                                                      | Germania Ovest                                                                | 3 – 3 dts (5-4 dtr)                                                           | Francia                                                                       | Mondiali 1982 - Semifinale                                                    | -                                                                             |                                                                               |
| 11-7-1982                                                                     | Madrid                                                                        | Italia                                                                        | 3 – 1                                                                         | Germania Ovest                                                                | Mondiali 1982 - Finale                                                        | -                                                                             | 62’                                                                           |
| Totale                                                                        |                                                                               | Presenze                                                                      | 21                                                                            |                                                                               | Reti                                                                          | 6                                                                             |                                                                               |

## Palmarès

### Giocatore

#### Club

##### Competizioni nazionali
- Campionato tedesco: 3

Amburgo: 1978-1979, 1981-1982, 1982-1983
- Supercoppa del Belgio: 1

Standard Liegi: 1983

##### Competizioni internazionali
- Coppa dei Campioni: 1

Amburgo: 1982-1983

#### Nazionale
- Campionato d'Europa: 1

1980

#### Individuale
- Capocannoniere della Bundesliga: 1

1981-1982 (27 gol)

### Allenatore

#### Nazionale
- Campionato d'Europa Under-19: 1

Germania Under-19: 2008
- Campionato d'Europa Under-21: 1

Germania Under-21: 2009
- Argento olimpico: 1

Rio de Janeiro 2016